# Hugh Percy (1er duc de Northumberland)
Hugh Percy (baptisé le 10 décembre 1712, Yorkshire – 6 juin 1786, Syon House, Middlesex), 1er duc de Northumberland, chevalier de l’Ordre de la Jarretière et conseiller du roi, est un mécène célèbre et l'un des premiers gentilshommes de la cour de George II et George III.

## Biographie
Il naît Hugh Smithson, seul fils du baronnet Langdale Smithson et de Philadelphia Reveley († 1764), la fille de William Reveley.
Il est avec son quasi-beau-frère Lord Brooke l’un des plus importants mécènes de Canaletto en Angleterre. Il accomplit son Grand Tour au début des années 1730 ; en 1733, il arrive à Venise où il fait l'acquisition de deux grands tableaux de Canaletto pour son château de Stanwick. En 1736 il est élu vice-président de la Society for the Encouragement of Learning. Il restaure selon son goût le parc de Stanwick vers 1739–1740.

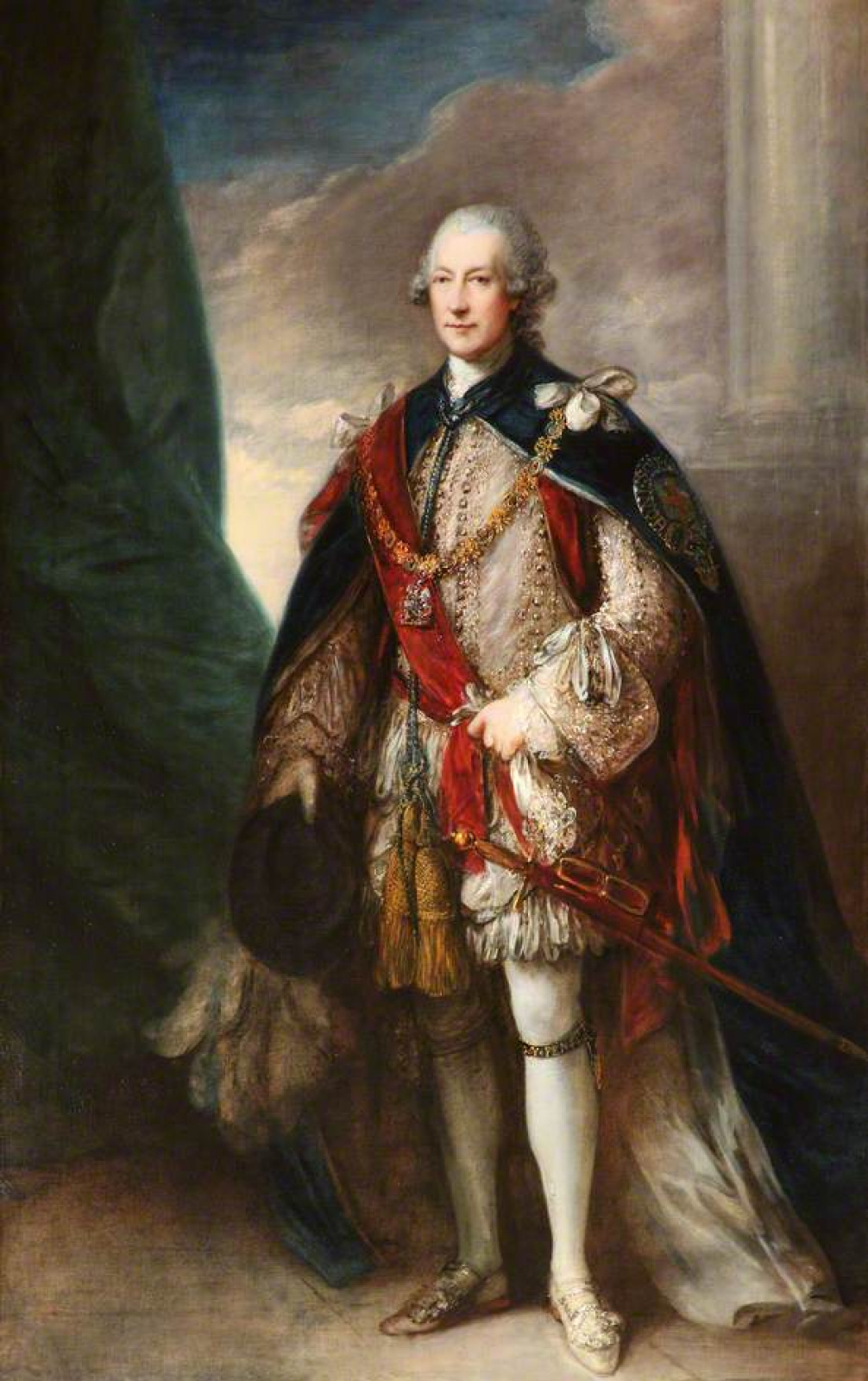
Hugh Percy, vers 1750
par Thomas Gainsborough
Cour suprême
Middlesex Guildhall

Il a la bonne fortune d'épouser Elizabeth Percy, fille du comte de Somerset Algernon Seymour le 16 juillet 1740. Héritière indirecte de la dynastie des Percy, éminents propriétaires terriens d'Angleterre et détenteurs du titre de comte de Northumberland depuis des siècles, Elizabeth est de plein droit baronne Percy. À la mort de son père (7 février 1750), le titre de comte de Northumberland (cinquième création) passe à Hugh Smithson (qui pour l'occasion changea son nom en Hugh Percy).
En 1766, Hugh Percy est élevé au titre de duc de Northumberland et le 28 juin 1784, créé baron Lovaine, avec une survivance à titre exceptionnel au bénéfice de son dernier fils, Algernon. Il est décoré de l’Ordre de la Jarretière (K.G.) en 1756 et admis au Conseil privé du roi en 1762.
Il est l'un des 175 commissaires chargés de superviser la construction du pont de Westminster, ouvrage d'art qu'il fait peindre en deux exemplaires par Canaletto en 1747. Il se fait construire un observatoire à Longhoughton sur la colline de Ratcheugh Crag, sur des plans de Robert Adam. Thomas Chippendale lui dédia son Gentleman & Cabinet maker's director (1754).
Le duc et la duchesse confient à l’architecte néoclassique Robert Adam l'aménagement intérieur de leur manoir jacobéen de Northumberland House, résidence londonienne des comtes de Northumberland; celui-ci est démoli en 1870–1871, lors de la création de Trafalgar Square. On peut encore voir des vestiges de la galerie des glaces de Northumberland House au Victoria and Albert Museum. Les plus grandes pièces aménagées par Adam pour le duc sont ceux de Syon House, exécutés dans les années 1760. Pour Alnwick Castle (Northumberland), Hugh Percy fait appel aux services de James Wyatt, dont les aménagements ont malheureusement disparu sous les coups des réparations postérieures.

## Mariage et descendance
Le 16 juillet 1740, il épouse Elizabeth Seymour, fille du comte de Somerset Algernon Seymour. Ensemble ils ont deux fils :
- Hugh Percy (1742–1817), 2e duc de Northumberland ;
- Algernon Percy (1750–1830), 1er comte de Beverley.

Le fils naturel de Hugh Percy (avec Elizabeth Hungerford-Keate), James Smithson (1765–1829), est passé à la postérité comme le donateur et fondateur de la Smithsonian Institution de Washington, D.C., qui du reste porte son nom.